# ناو هواپیمابر کومانو مارو
ناو هواپیمابر کومانو مارو (به انگلیسی: Japanese aircraft carrier Kumano Maru) یک کشتی بود که طول آن ۱۵۲٫۷ متر (۵۰۱ فوت ۰ اینچ) بود. این کشتی  در سال ۱۹۴۵ ساخته شد.